# Kerry Skepple
Kerry Kadie "Arab" Skepple (ur. 25 listopada 1980 w New Winthorpes) – piłkarz z Antigui i Barbudy występujący na pozycji napastnika, obecnie zawodnik Antigua Barracuda.

## Kariera klubowa
Skepple rozpoczynał swoją karierę piłkarską w drużynie English Harbour FC, w której rozpoczynał występy w wieku 21 lat. Po roku przeszedł do zespołu Villa Lions FC, gdzie także spędził dwanaście miesięcy, po upływie których powrócił do English Harbour; z żadnym z tych klubów nie odniósł jednak większych sukcesów. Po dwóch latach spędzonych w Harbour został zawodnikiem SAP FC, z którym w sezonie 2005/2006 wywalczył mistrzostwo Antigui i Barbudy. Zaraz po tym sukcesie wyjechał do Stanów Zjednoczonych, gdzie studiował na Indiana Wesleyan University i występował w tamtejszej ekipie uniwersyteckiej Indiana Wesleyan Wildcats. Został wówczas wybrany do MCC All-Conference 2nd Team.
W 2007 roku Skepple powrócił do ojczyzny, zostając zawodnikiem Bullets FC, a po upływie sezonu podpisał umowę z fińskim drugoligowcem Atlantis FC. Tam spędził kolejne kilka miesięcy i dzięki swojej bramce zdobytej w spotkaniu z JJK w październiku 2008 uratował swoją drużynę przed spadkiem z Ykkönen. W 2009 roku został zawodnikiem ojczystego All Saints United FC, gdzie był podstawowym graczem drużyny i w sezonie 2011/2012 zdobył z nią wicemistrzostwo Antigui i Barbudy. W 2012 roku przeszedł do Antigua Barracuda FC, występującego w trzeciej lidze amerykańskiej. W USL Pro zadebiutował 7 kwietnia w przegranej 0:1 konfrontacji z Pittsburgh Riverhounds.

## Kariera reprezentacyjna
W seniorskiej reprezentacji Antigui i Barbudy Skepple zadebiutował w 2002 roku, w meczu towarzyskim z Saint Lucia. Wziął udział w dwóch meczach wchodzących w skład eliminacji do Mistrzostw Świata 2006, na które jego drużyna nie zdołała się jednak zakwalifikować. Z takim samym skutkiem zakończyły się dla Antigui i Barbudy eliminacje do Mistrzostw Świata 2010, podczas których Skepple strzelił premierowego gola w kadrze narodowej – 17 czerwca 2008 w przegranej 3:4 konfrontacji z Kubą. Wystąpił również w eliminacjach do Mistrzostw Świata 2014, gdzie zdobył bramkę w spotkaniu z Haiti (1:0), jednak po raz kolejny nie awansował na mundial.